# Jan Stifter
Jan Stifter (ur. 11 maja 1829 w Jaroměřu, zm. 18 marca 1893 w Hořičkach) – czeski duchowny rzymskokatolicki, pedagog, regionalny historyk i kronikarz.

## Życiorys
Urodził się 11 maja 1829 w Jaroměřu. Po ukończeniu studiów w gimnazjum wstąpił do seminarium duchownego w Hradcu Králové. Wyświęcony na kapłana został 25 lipca 1852. Wkrótce po tym został mianowany kapelanem hronovskim, później także kooperatorem i kiedy 2 września 1868 zmarł proboszcz František Hromádko, objął administrację parafii. Od 1869 roku był lokalistą studnickim i 3 maja 1878 został mianowany proboszczem w Rtyni v Podkrkonoší, skąd został przeniesiony w tej samej funkcji do parafii Hořičky. Nowo mianowany proboszcz szybko pozyskał sympatię parafian i jego zasługi zostały często uhonorowane. W 1882 roku otrzymał Expositorium canonicale i w 1890 roku został mianowany honorowym dziekanem. Zmarł 18 marca 1893 w Hořičkach i w swojej ostatniej woli przekazał 500 złotych na zakup obrazu św. Jana Chrzciciela dla miejscowej świątyni.

## Twórczość
W 1853 roku wstąpił do Macierzy Czeskiej, organizacji kulturalno-oświatowej, i w 1862 roku został członkiem stowarzyszenia katolickiego „Dědictví svatého Prokopa“, które było wydawcą książek teologicznych dla księży. Zasłynął jako znakomity kaznodzieja oraz literat. Jego artykuły ukazywały się nie tylko w miejscowych gazetach. Oprócz tego pomagał finansowo wielu organizacjom („Ústřední Matice školská v Praze“), i to już od jego studiów. Prowadził również kronikę parafialną, która jest często jedynym źródłem opisującym wielu wydarzeń z całej okolicy.
W miejscach, gdzie pełnił funkcję kapelana oraz proboszcza, był ważną postacią w miejscowym życiu społecznym i kulturalnym. Zasiadał w radzie gminy oraz w radzie szkolnej. Ponadno był zatrudniony jako nauczyciel religii - katecheta. 28 października 1883 wzniósł toast na uroczystości przekazania Złotego Krzyża Zasługi dyrektoru hořičskiej szkoły Janu Šimkowi i 22 maja 1886 roku wygłosił mowę pożegnalną na pogrzebie Barbory Pichovej, żony słynnego znachora i zielarza Antonína Picha. W 1885 roku był co więcej członkiem komitetu przygotowawczego „Obywatelskiej Kasy Pożyczkowej w Hořičkach“ (cz. „Občanská záložna“) i w instytucji tej pełnił następnie różne stanowiska, przede wszystkim rewidenta.